# Esrom Nyandoro
Esrom Nyandoro (Bulawayo, 6 de fevereiro de 1980) é um futebolista zimbabuano que joga como meia.
Joga desde 2004 no Mamelodi Sundowns Football Club.

## Carreira
Bekithemba Ndlovu representou o elenco da Seleção Zimbabuense de Futebol no Campeonato Africano das Nações de 2004 e 2006.